# Two and a Half Men/Staffel 5
Die fünfte Staffel der US-amerikanischen Sitcom Two and a Half Men feierte ihre Premiere am 24. September 2007 auf dem Sender CBS. Die deutschsprachige Erstausstrahlung sendete der österreichische Fernsehsender ORF eins vom 17. Januar bis zum 7. Februar 2009 und dann wieder vom 11. April bis zum 13. Juni 2009. Vom 11. bis zum 20. Februar 2009 wurde die Erstausstrahlung von dem Schweizer Fernsehsender SF zwei gesendet.
Im deutschsprachigen Raum wurde die erste Staffel unter dem Titel „Mein cooler Onkel Charlie“ ausgestrahlt. Ab der zweiten Staffel wurde der amerikanische Originaltitel verwendet und der deutsche Titel als Zusatz angehängt: Two and a Half Men – Mein cooler Onkel Charlie.
Wegen des Autorenstreiks in den USA umfasste die fünfte Staffel nur 19 Episoden.

## Darsteller
| Figur                             | Darsteller       | Deutscher Sprecher |
| --------------------------------- | ---------------- | ------------------ |
| Charles „Charlie“ Francis Harper  | Charlie Sheen    | Benjamin Völz      |
| Dr. Alan Jerome Harper            | Jon Cryer        | Viktor Neumann     |
| Jacob „Jake“ David Harper         | Angus T. Jones   | Adrian Kilian      |
| Evelyn Harper                     | Holland Taylor   | Astrid Bless       |
| Judith Melnick (vormals Harper)   | Marin Hinkle     | Christin Marquitan |
| Berta                             | Conchata Ferrell | Regina Lemnitz     |
| Rose                              | Melanie Lynskey  | Cathlen Gawlich    |
| Linda Harris                      | Ming-Na Wen      | Ghadah Al-Akel     |
| Teddy Leopold (Nathan Krunk)      | Robert Wagner    | Joachim Kerzel     |
| Courtney Leopold (Sylvia Fishman) | Jenny McCarthy   | Victoria Sturm     |

## Episoden
| Nr. (ges.) | Nr. (St.) | Deutscher Titel                   | Originaltitel                                      | Erstausstrahlung USA | Deutschsprachige Erstausstrahlung (A/CH) | Regie         | Drehbuch |
| --- | --------- | --------------------------------- | -------------------------------------------------- | -------------------- | ---------------------------------------- | ------------- | --- |
| 97 | 1         | Ziege bleibt Ziege                | Large Birds, Spiders and Mom                       | 24. Sep. 2007        | 17. Jan. 2009                            | Ted Wass      | Handlung: Mark Roberts & Eddie Gorodetsky Schauspiel: Chuck Lorre & Lee Aronsohn                                           |
| Jake hat den ersten Tag auf der Junior High School vor sich. Deshalb wollen ihm Alan und Charlie helfen, indem sie ihm von ihren Erfahrungen erzählen. Als Jake die schlimmen Erlebnisse seines Vaters hört, bekommt er Angst vor der neuen Schule. Er schwänzt sogar seinen ersten Tag. |           |                                   |                                                    |                      |                                          |               | |
| 98 | 2         | Der Genius des Bösen              | Media Room Slash Dungeon                           | 1. Okt. 2007         | 31. Jan. 2009                            | Ted Wass      | Handlung: Chuck Lorre & Lee Aronsohn Schauspiel: Don Foster, Susan Beavers & Jim Patterson                                 |
| Evelyn sucht eine Begleitung für eine Wohltätigkeitsveranstaltung. Weil Alan ein Date hat, muss sich schließlich Charlie dafür bereit erklären. Er hat zu Beginn keine Lust, doch dann findet er Gefallen daran, dass seine Mutter dort genüsslich über die Anwesenden herfällt und freundet sich so mit ihr an. Evelyn weiß allerdings von den Schwächen ihres Sohnes und schmiedet so einen brillanten Plan, bei dem ihr Charlie unwissend hilft. |           |                                   |                                                    |                      |                                          |               | |
| 99 | 3         | Flibber-Flabber-Schlabber         | Dum Diddy Dum Diddy Doo                            | 8. Okt. 2007         | 7. Feb. 2009                             | Ted Wass      | Chuck Lorre & Lee Aronsohn                                                                                                 |
| Charlie hat genug von seinen dummen jungen One-Night-Stands. Deshalb lässt er sich auf ein Doppeldate mit Alan, seiner Freundin Donna und der Richterin Linda ein. Bei dem Essen blamiert sich Charlie, der es nicht gewohnt ist, mit „schlauen“ gleichaltrigen Frauen zu sprechen, allerdings bis auf die Knochen. Danach versucht er alles, um Linda doch noch zu einem zweiten Date zu überreden. |           |                                   |                                                    |                      |                                          |               | |
| 100 | 4         | Eine Blondine mit Kaffee          | City of Great Racks                                | 15. Okt. 2007        | 11. Feb. 2009                            | James Widdoes | Handlung: Chuck Lorre, Lee Aronsohn, Don Foster & Mark Roberts Schauspiel: Eddie Gorodetsky, Susan Beavers & Jim Patterson |
| Bei Charlie und Linda läuft es gut. Doch Charlie begegnet nacheinander drei Frauen, die ihn an die mittlerweile in London lebende Rose erinnern. Diese Ereignisse stören seine Beziehung mit Linda. Deshalb fliegt Charlie nach England, um die Sache mit Rose aus der Welt zu schaffen. |           |                                   |                                                    |                      |                                          |               | |
| 101 | 5         | Die üblichen Nebenwirkungen       | Putting Swim Fins on a Cat                         | 22. Okt. 2007        | 12. Feb. 2009                            | James Widdoes | Handlung: Mark Roberts Schauspiel: Don Foster & Eddie Gorodetsky                                                           |
| Weil Charlie seit Monaten kein Geld mehr verdient und er und Alan nun bald kein Geld mehr besitzen werden, versucht Alan Geld aufzutreiben. Währenddessen ist Charlie als Babysitter für Lindas Sohn Brandon aktiv und singt ihm am Klavier einige Songs vor. Charlie bekommt am Ende einen Anruf von Lindas Exmann, der Charlies Songs, die er für Brandon auf eine CD gebrannt hat, gehört hat und ihn nun bittet, Kinderlieder zu schreiben. Er bietet ihm dafür einen großen Geldbetrag. |           |                                   |                                                    |                      |                                          |               | |
| 102 | 6         | Richterin des Jahres              | Help Daddy Find His Toenail                        | 29. Okt. 2007        | 13. Feb. 2009                            | James Widdoes | Handlung: Chuck Lorre & Lee Aronsohn Schauspiel: Susan Beavers & Jim Patterson                                             |
| Linda wird zur Richterin des Jahres gekürt und Charlie begleitet sie zur Feier. Aus Nervosität nimmt er eine vermeintliche Beruhigungstablette von Evelyn. Es handelt sich aber um eine Tablette mit der gegenteiligen Wirkung, sodass er sich bei der Feier daneben benimmt. Jake schleicht sich für ein Rockkonzert aus dem Haus. |           |                                   |                                                    |                      |                                          |               | |
| 103 | 7         | Die Schale des Anstoßes           | The Leather Gear is in the Guest Room              | 5. Nov. 2007         | 16. Feb. 2009                            | Ted Wass      | Chuck Lorre & Lee Aronsohn                                                                                                 |
| Alan ist wütend darüber, dass Charlie ihm nicht den Respekt erweist, den er im Haus verdient, und zieht vorübergehend bei Evelyn ein. Evelyn streitet sich aber mit Teddy und möchte bei Charlie einziehen. Damit dies nicht geschieht, ist der gekränkte Charlie gezwungen, sich bei Alan zu entschuldigen. |           |                                   |                                                    |                      |                                          |               | |
| 104 | 8         | Wer liebt die Kinder?             | Is There a Mrs. Waffles?                           | 12. Nov. 2007        | 17. Feb. 2009                            | Ted Wass      | Handlung: Susan Beavers & Jim Patterson Schauspiel: Chuck Lorre & Lee Aronsohn                                             |
| Charlies Werbesendung läuft im Fernsehen, in welche er als Charlie Waffles zu sehen ist. Da er nun beliebt bei Kindern ist, versucht er hiermit Mütter aufzureißen und wird von Archie sogar zu einer Signierstunde in einer Bibliothek für Kinder eingeladen. Archie plant ein Konzert, welches Charlie anfangs nicht gut findet, aber keine Wahl hat. Um seinen Lampenfieber zu unterdrücken, betrinkt er sich vor dem Konzert, aber das Konzert verläuft gut und Charlie wird weiter gefeiert. |           |                                   |                                                    |                      |                                          |               | |
| 105 | 9         | Eng ist gut                       | Tight’s Good                                       | 19. Nov. 2007        | 18. Feb. 2009                            | Jean Sagal    | Handlung: Mark Roberts Schauspiel: Don Foster & Eddie Gorodetsky                                                           |
| Teddys Tochter Courtney flirtet mit Charlie und will diesem einen Wagen verkaufen. Die zwei landen im Bett und da Teddy ihm ausdrücklich gesagt hat, dass er nicht mit Courtney schlafen soll, kauft Charlie ihr prompt einen Ferrari ab, damit sie nicht aus dem Zimmer gehen soll. Nachdem Teddy nach Hause will, sagt er Charlie noch, dass er ihn gewarnt hat und Charlie wird bewusst, dass Teddy ihn vor Courtney beschützen wollte und nicht umgekehrt. |           |                                   |                                                    |                      |                                          |               | |
| 106 | 10        | Der Frauendieb                    | Kinda Like Necrophilia                             | 26. Nov. 2007        | 19. Feb. 2009                            | Ted Wass      | Handlung: Jim Patterson & Susan Beavers Schauspiel: Chuck Lorre & Lee Aronsohn                                             |
| Alan ruft seine alte Highschoolliebe an und möchte von ihr wissen, wieso sie ihn verlassen hat. Sie antwortet, dass er seinen Bruder Charlie fragen soll, der schon in seinem Wagen sitzt und wegfährt. Im Gegenzug klaut Alan Charlie seine Freundin Gabrielle, woraufhin sie laut Alan die Rollen tauschen, da Charlie empört darüber ist. Da Gabrielle aber im Bett nur da liegt, geht Alan zurück ins Haus und muss feststellen, dass Charlie wieder mit Alans Highschoolliebe schläft und er alles von Anfang an geplant hat. |           |                                   |                                                    |                      |                                          |               | |
| 107 | 11        | Potpourri und Pfefferspray        | Meander to Your Dander                             | 17. März 2008        | 20. Feb. 2009                            | James Widdoes | Handlung: Don Foster & Mark Roberts Schauspiel: Susan Beavers & Jim Patterson                                              |
| Charlie ist mit Jake in einem Café und versucht vergeblich eine Frau rumzukriegen, damit Jake sich zu ihrer Tochter setzen kann. Nachdem dies misslingt spritzt sie Charlie Pfefferspray in die Augen. Alan will mit seiner Freundin Schluss machen, weiß aber nicht wie. Seine Freundin wollte mit ihm einen flotten Dreier haben, um die Beziehung auf die nächste Stufe zu bringen, aber leider macht ihr Alan davor bewusst, dass er keine romantischen Gefühle mehr für sie hegt. |           |                                   |                                                    |                      |                                          |               | |
| 108 | 12        | Die Elefantenpille                | A Little Clammy and None Too Fresh                 | 24. März 2008        | 11. Apr. 2009                            | James Widdoes | Handlung: Susan Beavers & Jim Patterson Schauspiel: Chuck Lorre & Lee Aronsohn                                             |
| Charlie ist im Bett mit einer kranken Frau und wird selber krank und Rose, die aus England zurück ist, kümmert sich um ihn. Sie gibt ihm aber Pillen, die ihn noch kränker machen und ihn für rund 2 Wochen im Bett lassen. Nachdem Charlie Rose aus dem Haus gekriegt hat, sitzt sie in einem Café und trifft auf ihre Freundin, an der sich Charlie angesteckt hat. |           |                                   |                                                    |                      |                                          |               | |
| 109 | 13        | Säen und Ernten                   | The Soil is Moist                                  | 31. März 2008        | 18. Apr. 2009                            | James Widdoes | Handlung: Eddie Gorodetsky Schauspiel: Chuck Lorre & Lee Aronsohn                                                          |
| Alan trifft auf eine alte Freundin und verabredet sich zum Essen mit ihr. Die beiden landen im Bett und sie erzählt Alan, dass Judith ihr erzählte, dass Herb der beste Lover ist, den sie je hatte. Alan ist entsetzt darüber und versteht nicht, warum. Als Alan und Charlie Jake bei Judith abliefern, treffen sie auf Herb der Samen säet und den beiden wird bewusst, warum Herb ein guter Lover ist. |           |                                   |                                                    |                      |                                          |               | |
| 110 | 14        | Ohne Mücken kein Beglücken        | Winky-Dink Time                                    | 14. Apr. 2008        | 25. Apr. 2009                            | James Widdoes | Handlung: Mark Roberts Schauspiel: Eddie Gorodetsky & Jim Patterson                                                        |
| Da Alans Sexleben nicht sonderlich gut verläuft, entschließt er sich, Charlie zu bitten, dass er eine Nutte für ihn besorgen soll. Charlie gibt ihm die Nummer der Prostituierten Alexis und Alan holt sie zu sich nach Hause. Währenddessen trifft sich Charlie mit einer alten Freundin, deren Namen er vergessen hat und deshalb das Date für ihn schlecht verläuft. Jake begleitet ihn, da die Frau eine Tochter namens Milly hat und Jake sie attraktiv findet. Alan bekommt sein Geld von Alexis zurück, im Gegenzug dafür ruft Alan sie nie wieder an.                                                                                       |           |                                   |                                                    |                      |                                          |               | |
| 111 | 15        | Der Trauerarbeiter                | Rough Night in Hump Junction (aka His Ugly Bundle) | 21. Apr. 2008        | 2. Mai 2009                              | James Widdoes | Handlung: Mark Roberts Schauspiel: Chuck Lorre & Lee Aronsohn                                                              |
| Alan macht sich Sorgen um Charlie, der sich von einem Sexabenteuer ins nächste stürzt und dabei auch einige Blessuren davonträgt. Nachdem Alan Charlie überzeugt hat, dass sein Verhalten nicht normal ist, geht Charlie zu seiner Psychiaterin. Von ihr erfährt er, dass sein Verhalten von seiner noch nicht erloschenen Liebe zu Mia kommt, und er beschließt sie zurückzugewinnen. Da Mia jedoch bereits verlobt ist, setzt Charlie alles auf eine Karte und macht Mia selbst einen Heiratsantrag, den sie jedoch ablehnt, woraufhin Charlie zwar traurig, aber auch mit endgültiger Gewissheit, weiter in sein nächstes Liebesabenteuer zieht. |           |                                   |                                                    |                      |                                          |               | |
| 112 | 16        | Gekühlte Schmetterlinge           | Look at Me, Mommys, I’m Pretty                     | 28. Apr. 2008        | 9. Mai 2009                              | Joel Zwick    | Handlung: Chuck Lorre & Lee Aronsohn Schauspiel: Eddie Gorodetsky, Don Foster & Susan Beavers                              |
| Alan, Evelyn und Courtney planen zusammen die Hochzeit und Alan ist dafür, gekühlte Schmetterlinge zu bestellen. Evelyn und Courtney machen währenddessen Witze über Alan, was ihn stört. |           |                                   |                                                    |                      |                                          |               | |
| 113 | 17        | Eine Leiche zur Hochzeit          | Fish in a Drawer                                   | 5. Mai 2008          | 23. Mai 2009                             | Jeff Melman   | Handlung: Carol Mendelsohn & Naren Shankar Schauspiel: Sarah Goldfinger & Evan Dunsky                                      |
| Charlie will mit Courtney schlafen und geht dafür mit ihr in sein Zimmer. Dort treffen sie auf den toten Teddy mit runtergelassener Hose. Die ganze Familie wird von der Polizei verhört und Evelyn, Alan, Charlie und Jake wird erklärt, dass Teddy und Courtney gar nicht verwandt sind und beide Hochzeitsschwindler sind und Teddy deshalb keinen Ehevertrag wollte, weil Teddy hinter Evelyns Geld her war. |           |                                   |                                                    |                      |                                          |               | |
| 114 | 18        | Allein, inkontinent und ungeliebt | If My Hole Could Talk                              | 12. Mai 2008         | 6. Juni 2009                             | Jon Cryer     | Handlung: Chuck Lorre & Lee Aronsohn Schauspiel: Eddie Gorodetsky, Jim Patterson & Mark Roberts                            |
| Jake muss eine Buchbesprechung zu einem Stück von Shakespeare schreiben, hat das Buch aber weder gelesen, noch weiß er überhaupt wo es ist. In der Bücherei, in die Jake, Alan und Charlie zusammen gefahren sind, lernt Charlie eine Frau kennen und lässt Jake und Alan zurück, die nun mit dem Bus nach Hause fahren müssen. Als Charlie erfährt, dass die Frau um einige Jahre älter ist als er, stellt er fest, dass er kaum Dates mit älteren Frauen hat, doch ist überrascht, wie viel Spaß ihm der Abend mit Angie gemacht hat. Zu Charlies Ärgernis steht auch Alan auf Angie, was zu Streitigkeiten zwischen den beiden führt.            |           |                                   |                                                    |                      |                                          |               | |
| 115 | 19        | Die Mutterfigur                   | Waiting for the Right Snapper                      | 19. Mai 2008         | 13. Juni 2009                            | Jeff Melman   | Handlung: Eddie Gorodetsky & Don Foster Schauspiel: Mark Roberts, Lee Aronsohn & Chuck Lorre                               |
| Charlie trifft in der Buchhandlung auf eine etwas ältere Dame und fühlt sich zu ihr hingezogen. Alan ist auch angetan von ihr und prompt verlieben sich beide in sie. Charlie trifft auch ihre Familie und ihren Sohn Jeremy und seine Verlobte Trisha, mit der Charlie ein Verhältnis hatte. Kurz nach ihrer Begegnung verlässt Trisha Jeremy, weil sie sich wieder in Charlie verliebt hat. Nachdem Charlie sie gehen lässt, trifft er auf seine betrunkene alte Freundin und sieht, wie am Boden zerstört sie ist. |           |                                   |                                                    |                      |                                          |               | |

## DVD-Veröffentlichung
In den Vereinigten Staaten wurde die DVD zur fünften Staffel am 12. Mai 2009 veröffentlicht. In Deutschland ist die DVD zur fünften Staffel seit dem 19. Juni 2009 erhältlich.